# Juan Méndez (futbolista)
Juan Enrique Méndez González (Hualpén, Chile, 26 de junio de 1996) es un futbolista chileno. Se desempeña jugando como mediocampista y actualmente milita en Unión La Calera de la Primera División de Chile.

## Carrera
Méndez se inició en las inferiores del club Huachipato, donde asciende en el mismo al primer equipo en la Primera División de Chile.

## Clubes
| Club                        | País  | Año       |
| --------------------------- | ----- | --------- |
| Huachipato                  | Chile | 2015-2017 |
| → Unión San Felipe (cedido) | Chile | 2017      |
| Deportes La Serena          | Chile | 2018      |
| Independiente de Cauquenes  | Chile | 2018      |
| Fernández Vial              | Chile | 2019      |
| Unión San Felipe            | Chile | 2020-2021 |
| Deportes Puerto Montt       | Chile | 2022      |
| San Luis                    | Chile | 2023      |
| Curicó Unido                | Chile | 2024      |
| Unión La Calera             | Chile | 2025-Act. |